# Santiago Salcedo
Santiago Gabriel Salcedo González (Assunção, 6 de setembro de 1981) é um futebolista paraguaio que joga de atacante. Revelado em 2001 no Cerro Porteño, atualmente defende a Sol da América do Paraguai. Em 2005, o jogador foi artilheiro da Taça Libertadores da América, marcando nove gols.